# Alessandro Tessin
Alessandro Tessin –también escrito como Alessandro Tresin– (17 de junio de 1970) es un deportista italiano que compitió en ciclismo en la modalidad de pista. Ganó una medalla de bronce en el Campeonato Mundial de Ciclismo en Pista de 1994, en la prueba de medio fondo.

## Medallero internacional
| Campeonato Mundial | Campeonato Mundial | Campeonato Mundial | Campeonato Mundial |
| Año                | Lugar              | Medalla            | Competición        |
| ------------------ | ------------------ | ------------------ | ------------------ |
| 1994               | Palermo (Italia)   | Medalla de bronce  | Medio fondo        |